# مقاطعة ميتشل (جورجيا)
مقاطعة ميتشل (بالإنجليزية: Mitchell County)‏ هي إحدى المقاطعات في ولاية جورجيا في الولايات المتحدة الأمريكية.